# Leipzigmissionssällskapet
Leipzigmissionssällskapet är ett evangelisk-lutherskt missionssällskap, grundat 1836 i Dresden.
De i början av 1800-talet grundade tyska missionssällksapen hade ingen utpräglad konfessionell inställning. Bland Tysklands luteraner gjorde sig dock behovet av ett eget missionsorgan starkt gällande. Så tillkom 1836 Evangeliskt-lutherska missionssällskapet i Dresden, efter högkvarterets flyttning till Leipzig 1848 kallat Evangelisch-Lutherische Missionswerk Leipzig. Framför allt under ledning av missionsinspektorn Karl Graul 1847-60 gjorde missionssällskapet stora framgångar och kom att samla majoriteten av Tysklands lutheraner. Man arbetade bland annat i Sydindien och Östafrika.